# Mädchen, Mädchen (1967)
Mädchen, Mädchen ist ein deutscher Spielfilm in Schwarzweiß des Regisseurs Roger Fritz mit Helga Anders, Jürgen Jung und Hellmut Lange in den Hauptrollen. Das Drehbuch hatte der Regisseur selbst zusammen mit Eckhart Schmidt verfasst. In die Kinos kam der Streifen erstmals am 5. Januar 1967.

## Handlung
Kaum hat Angela die Erziehungsanstalt hinter sich gelassen, kommt sie zufällig an der nahegelegenen Zementfabrik vorbei, deren adliger Besitzer sie verführte und dafür nun im Gefängnis sitzt. Angela begegnet dem Junior, bleibt bei ihm und wird seine Geliebte. Ihr Zusammensein aber wird überschattet durch die bevorstehende Rückkehr des Vaters. Seine Haftstrafe hat er mit der Nonchalance des selbstbewussten, erfolgreichen Geschäftsmannes überstanden. Wie wird er sich dazu stellen, dass sein Sohn während seiner Abwesenheit nicht nur erfolgreich das Werk leitete, sondern auch seine minderjährige Geliebte umwarb? Die Wiederbegegnung aber verläuft völlig undramatisch. Statt der erwarteten Auseinandersetzung verlässt Angela das Haus. Vater und Sohn werden ihr sorgenfreies und luxuriöses Dasein weiterführen und sich die immer noch attraktive Haushälterin weiterhin teilen.

## Kritik
„Der frühere Fotograf und Schauspieler Roger Fritz […] beweist mit seinem ersten Spielfilm sein Talent für optisch reizvolle Effekte, stellt sich aber als Autor ein Armutszeugnis aus. Der oberflächliche Film wirkt wie eine flinke Fingerübung; für die Figuren und ihre Probleme scheint sich Fritz kaum zu interessieren.“

„Der Erstling von Roger Fritz zeugt zwar von Unvoreingenommenheit gegenüber dem Dargestellten, läßt leider aber auch jedes Engagement, jeden Ansatz zur Auseinandersetzung und Motivation vermissen und bleibt deshalb völlig unverbindlich. Ab 18 ohne Empfehlung.“

„Was an dieser Geschichte verstimmt, ist ihre Konstruiertheit, die Realität vorgibt, ohne sie zu treffen, ist die Standpunktlosigkeit des Autor-Regisseurs, der den anvisierten Konflikten ausweicht, die Handlungen seiner Personen ungenügend psychologisch begründet und vor allem den gesellschaftlichen Hintergrund sträflich vernachlässigt. So entsteht ein Film von erschreckender Oberflächlichkeit.“

## Auszeichnungen
„Prädikat »Wertvoll«“

Hauptdarstellerin Helga Anders wurde mit dem Bundesfilmpreis ausgezeichnet.

## Sonstiges
Regisseur Roger Fritz und die Hauptdarstellerin Helga Anders heirateten 1967; die Ehe wurde 1974 geschieden. 
Die Dreharbeiten fanden u. a. im Landkreis Rosenheim und in München, hier auch im Big Apple Club, statt.
Der Film ist der Auftakt der Mädchen-Trilogie, bei der Roger Fritz die Regie führte und Helga Anders die weibliche Hauptrolle spielte: Häschen in der Grube und Mädchen mit Gewalt folgten; in letzterem treten wieder Klaus Löwitsch (der Lastwagenfahrer) und Renate Grosser (die Haushälterin) auf.
Der Film wurde 2016 auf DVD und Blu-ray veröffentlicht. Die DVD wurde mit dem Willy Haas Preis 2017 ausgezeichnet.